# Хейдън Пенетиър
Хейдън Лесли Пенетиър (на английски: Hayden Lesley Panettiere) е американска певица и актриса, носителка на наградата „Сатурн“ и номинирана за „Сателит“ и две награди „Златен глобус“. Знаменитостта ѝ идва с нейното превъплъщение в ролята на Шерил Йоуст във филма на Дисни „Помни титаните“, въпреки че за предишната половината от живота ѝ е изиграла две роли в телевизионни сериали. Тя играе ролята на Сара Робъртс в „One Life to Live“ от 1994 до 1997 и тази на Лизи Споулинг в „Пътеводна светлина“ от 1996 до 2000. Пенетиър изгрява с нейната роля в телевизионните серии на NBC „Герои“.

## Биография

### Произход и образование
Пенетиър е родена на 21 август 1989 г. в Палисейдс край Ню Йорк. Тя е дъщеря на Лесли Р. Воджел, бивша телевизионна актриса, и на Алън Л. Пенетиър, пожарникар. Пенетиър („пекар“ на италиански) е с италианско потекло. Има по-малък брат Джансен, който също е актьор. Младата актриса започва да се занимава с кино и телевизия едва на 11-годишна възраст, когато майка ѝ започва да я води на прослушвания за различни реклами. Оттогава започва да се появява в различни филми и телевизионни предавания.
Въпреки че Пенетиър е учила в училището на Северен Оринджтаун, от 8 клас през цялата гимназия тя е домашно обучавана. Пенетиър отлага следващата степен на обучение в името на кариерата си на актриса.

### Кариера

#### Актьорска кариера
Пенетиър започва като модел още на 4 месеца. Първата ѝ поява в реклами е на 11 месечна възраст, рекламираща „Playskool“. Тя получава роля като Сара Робъртс в теленовелата „One Life to Live“ (1994 – 1997), последвана от ролята на Лизи Споулдинг в сериала „Пътеводна светлина“ (1997 – 2000). В „Пътеводна светлина“ героинята на Пенетиър – Лизи, страда от левкемия. Поради отличното ѝ представяне получава специална награда от обществото „Leukimia and Lymphoma“.
Пенетиър се появява като Клеър Бенет в сериите „Герои“ – жизнерадостна мажоретка с регенериращи лечебни сили. Благодарение на ролята ѝ в „Герои“ тя решава да се присъедини към кръг от фенове на научната фантастика. Поканена е на техни събирания из целия свят през 2007, включващи GenCon, New York Comic-Con и Fan Expo Canada. Пенетиър се оплаква от своите актьорски способности, защото хората гледат на нея като на „популярната мажоретка“ или просто „Блондинката“.
Тя е участвала в повече от дузина пълнометражни филми, някои филми направени за телевизия, както и озвучаване на Дот в „Приключението на бръмбарите“. Играла е ролята на дъщерята на треньор Йоуст, Шерил, във филма на Дисни – „Помни титаните“. Като допълнение, озвучава и Кайри в сериите от видео игри за PlayStation 2 – „The Kingdom Hearts“. Пенетиър се е появявала и в сериала на Фокс „Али Макбийл“ в ролята на дъщерята на Али Макбийл, а също така е взела участие и в „Malcolm in the Middle“ и пробляскваща роля в „Law & Order: SVU“. Играе главна роля в „Bring It On: All or Nothing“ като мажоретка, а има също роля във филма „Shanghai Kiss“ като Аделайде Бърбън. Участва и във филма на Дисни Ченъл – „Tiger Cruise“ като досадното хлапе, отново главна роля. В „Raising Helen“ тя се превъплъщава в тийнейджърката-племеничка, а в „Ice Princess“ – популярна ученичка и противникова, брилянтна кънкьорка.
Тя се изявява и в драма-филма „Fireflies in the Garden“, в ролята на по-младата версия на героинята на Емили Уотсън, Джейн Лорънс.
През юни 2007 г. тя подписва с „William Morris Agency“, преди това е представяна от „United Talent Agency“. Forbes изчисляват, че тя е спечелила 2 милиона през 2007. В ранната 2007 Пенетиър взема участие и в шоуто, чиито продуцент е Аштън Къчър – „Punk'd“. Инициатор на външността ѝ е майка ѝ, участието ѝ включва мъжки фен, дискутиращ нейната работа с нея, подбуждаща завист от съпругата му.
През 2007 г. Пенетиър си спечелва названието от GQ Magazine „Мания на годината“.
През юли 2009 г. Пенетиър участва в тийнеджърската комедия „I Love You, Bet Cooper“. Приета е за един от героите в друга тийнеджърска комедия, която е в процес на създаване „Daydream Nation“ със сценарист и режисьор Майкъл Голдбач.

#### Певческа кариера
Пенетиър е била номинирана за Грами през 1999 за песента „Read Along“ във филма „A Bug's Life“ (2000). Тя записва и песента „My Hero Is You“ с видео, предназначено за филма по Дисни Ченъл – „Tiger Cruise“. Друга нейна песен е „I Fly“, записана за филма на Дисни „Ice Princess“, където е една от главните героини. Записва също и песен за компилацията на „Girlnext“ и друга за „Girlnext 2“. Отново записва за корицата на DisneyMania 5. Тя изпълнява и песента „Try“ от саундтрака на „Bridge to Terabithia“, както и баладата „I Still Believe“ за „Cinderella:A Twist In Time“.
Нейният пръв сингъл „Wake Up Call“ е разпространен на 5 август 2008.

## Филмография
- (1994) One Life to Live
- (1998) Животът на буболечките – Дот (глас)
- (1998) The Object of My Affection
- (1999) Too Rich: The Secret Life of Doris Duke
- (1999) Message in a Bottle
- (1999) If You Believe
- (2000) Помни титаните
- (2000) Динозавър
- (2001) Joe Somebody
- (2001) Glitter
- (2001) Law & Order: SVU
- (2001) The Affair of the Necklace
- (2001 – 2002) Али Макбийл
- (2002) Kingdom Hearts
- (2003) Normal
- (2003 – 2005) Малкълм
- (2004) Lies My Mother Told Me
- (2004) The Dust Factory
- (2004) Raising Helen
- (2004) Tiger Cruise
- (2005) Ice Princess
- (2005) Зебрата състезател
- (2005) Law and Order: Special Victims
- (2006) Kingdom Hearts II
- (2006) The Architect
- (2006) Mr.Gibb Allyson
- (2006) Commander in Chief
- (2006) Bring It On: All or Nothing
- (2007) Shanghai Kiss
- (2008) Fireflies in the Garden
- (2009) I Love You Beth Cooper
- (2009) Daydream Nation
- (2006 – 2010) Герои
- (2010) Алфа и Омега – Кейт (глас)